# Mantoida argentinae
Mantoida argentinae är en bönsyrseart som beskrevs av Scott LaGreca 1990. Mantoida argentinae ingår i släktet Mantoida och familjen Mantoididae. Inga underarter finns listade i Catalogue of Life.